# White Lily
Pour plus de détails, voir Fiche technique et Distribution.
White Lily (ホワイトリリー, Howaito rirī) est un film japonais réalisé par Hideo Nakata, sorti en 2016. 

## Synopsis
Tokiko, une céramiste renommée, et son mari rencontrent Haruka, une fugueuse adolescente, et l'emmènent chez eux, où Tokiko lui apprend la céramique. Quand le mari de Tokiko meurt, Haruka promet de rester avec son professeur et de faire tout ce qu’elle demande. Elles développent une relation lesbienne mais Tokiko noie son chagrin dans l’alcool et a de sérieuses rencontres sexuelles sans signification avec une variété d’hommes alors que Haruka peut les entendre dans une autre pièce.
Tokiko invite finalement Satoru, un jeune étudiant prometteur, à devenir son apprenti et initie une relation sexuelle avec lui, même s’il lui dit qu’il a une petite amie. Satoru s'intéresse à Haruka, qui a le même âge que lui et qui flirte avec elle de manière agressive. Tokiko les attrape et accuse avec colère Haruka d'aimer les hommes, les forçant à avoir des relations sexuelles sur la table devant elle. Akane, la petite amie de Satoru, les découvre et attrape un grand couteau de cuisine, menaçant de se tuer. Satoru lui saute dessus et elle le coupe avec le couteau. Elle charge ensuite à Tokiko avec le couteau mais Haruka saute devant Tokiko et se fait poignarder au ventre.
À une date ultérieure, Haruka surprend Tokiko en retournant dans son atelier, où les deux font à nouveau l'amour.

## Fiche technique
- Titre international : White Lily[1]
- Titre original : Howaito rirī (ホワイトリリー?)
- Réalisation : Hideo Nakata
- Scénario : Jun'ya Katō, Ryūta Miyake
- Photographie : Ryūto Kondō
- Montage : Naoko Aono
- Société de production : Nikkatsu
- Musique : Shūichi Sakamoto
- Pays d'origine :  Japon
- Langue originale : japonais
- Genre : film érotique ; roman porno ; drame
- Durée : 80 minutes[2]
- Dates de sortie : 
  - Corée du Sud : 7 octobre 2016 au festival international du film de Busan
  - Japon : 11 février 2017[2]
  - Taïwan : 7 avril 2017
  - Hong Kong : 27 avril 2017

## Distribution
- Rin Asuka : Haruka
- Kaori Yamaguchi (de) : Tokiko, la céramiste
- Shōma Machii : Satoru
- Kanako Nishikawa : Akane, la petite amie de Satoru
- Ichirō Mikami
- Yuki Enomoto
- Miki Hayashida
- Kōko Itō
- Tarō Kamakura
- Hisako Matsuyama